# Slag bij Saint John's Bluff
De Slag bij St. John’s Bluff vond plaats tussen 1 oktober en 3 oktober 1862 in Duval County, Florida tijdens de Amerikaanse Burgeroorlog.

## Achtergrond
De Zuidelijke brigadegeneraal Joseph Finnegan had nabij St. John’s Bluff, niet ver van Jacksonville, Florida, een artilleriebatterij opgesteld om de St. Johns River te beschermen tegen Noordelijke schepen. Deze batterij maakte deel uit van de Zuidelijke verdedigingsgordel nabij Fort Caroline. De Noordelijken hadden ondertussen Jacksonville bezet. De volgende fase in het consolideren van hun verovering was het uitschakelen van de verschillende batterijen langs de rivier.

## De slag
Brigadegeneraal John Milton Brannan scheepte zijn 1.500 soldaten in op 30 september 1862 in Hilton Head, South Carolina. De troepentransportenschepen arriveerden aan de monding van St. Johns River op 1 oktober waar ze versterkt werden door verschillende kanonneerboten onder leiding van Commodore Charles Steedman.
Tegen de middag arriveerden de kanonneerboten bij St. John’s Bluff terwijl Brannan zijn troepen liet landen bij Mount Pleasant Creek op ongeveer 8 km van de Zuidelijke batterij. De Noordelijken begonnen hun opmars op 2 oktober. Luitenant kolonel Charles F. Hopkins evacueerde zijn batterij na het invallen van de nacht. Toen de kanonneerboten de Zuidelijke stelling naderden, waren de kanonnen stil.

## Bron
- Beschrijving van de slag

 Fort Sumter · Santa Rosa Island · Fort Pulaski · Forten Jackson en St. Philip · New Orleans · Secessionville · Simmon's Bluff · Tampa · Baton Rouge · 1ste Donaldsonville · St. John's Bluff · Georgia Landing · 1ste Fort McAllister · Fort Bisland · Irish Bend · Vermillion Bayou · 1ste Charleston Harbor · 1ste Fort Wagner · Grimball's Landing · 2de Fort Wagner · 2de Charleston Harbor · 2de Fort Sumter · Plains Store · Port Hudson · LaFourche Crossing · 2de Donaldsonville · Kock's Plantation · Stirling's Plantation · Fort Brooke · Gainesville · Olustee · Natural Bridge